# Théâtre Denise-Pelletier
Pour les articles homonymes, voir Théâtre Granada et Pelletier.

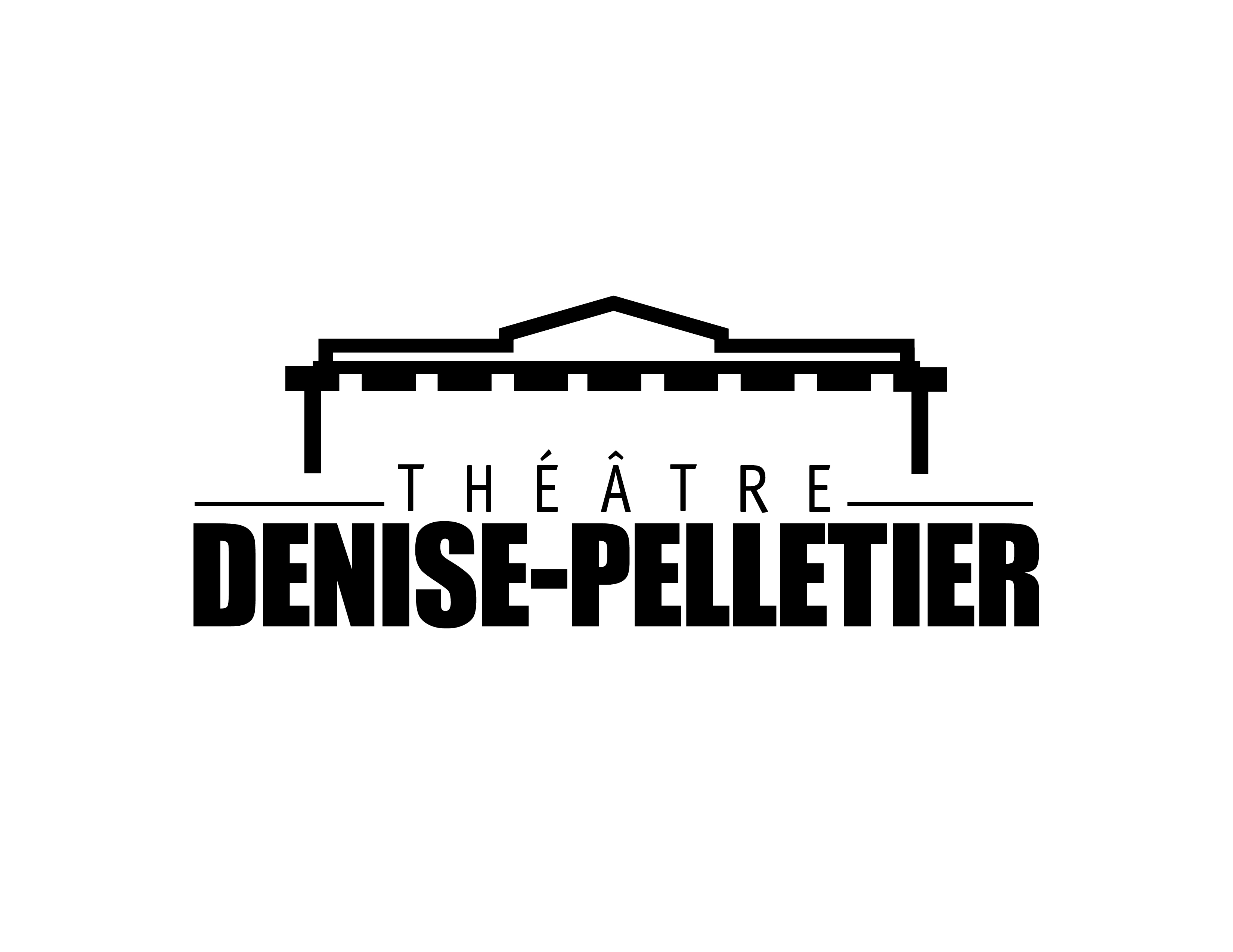
Logo actuel

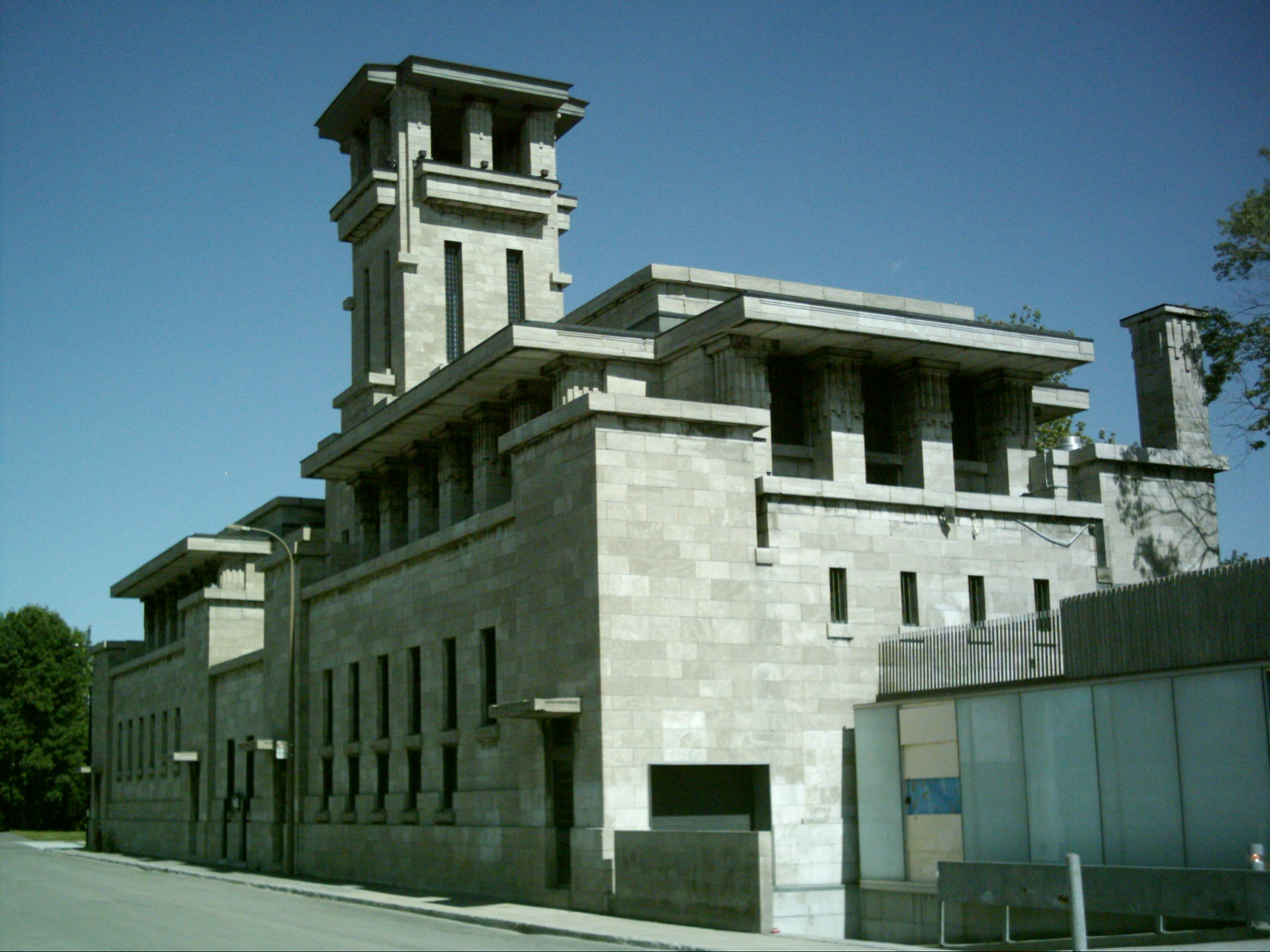
La caserne Letourneux située au 411 rue Letourneux a abrité la billetterie et la salle Fred-Barry entre l'automne 2008 et l'automne 2010

Le Théâtre Denise-Pelletier est le nom d'un lieu théâtral situé à Montréal et le nom de la compagnie théâtrale qui en est propriétaire, produit ses spectacles et accueille d'autres compagnies.
Il est situé au 4353 rue Sainte-Catherine est, dans l'arrondissement Mercier-Hochelaga-Maisonneuve.

## Historique
Le théâtre, construit en 1928 pour United Amusement par l'architecte Emmanuel Arthur Doucet et inauguré en mars 1930, fut d'abord un cinéma de 1 685 places connu sous le nom de Théâtre Granada et longtemps considéré comme le plus beau théâtre de Montréal. De style Beaux-Arts, l'architecture est dite "tripartite". On doit son aménagement et sa décoration intérieure à Emmanuel Briffa.  Mis en vente dans les années 70, il est acquis en 1976 par la Nouvelle Compagnie théâtrale. Celle-ci a été fondée en 1964 par Gilles Pelletier, Françoise Graton et Georges Groulx sous le nom de Nouvelle compagnie théâtrale, et tenait jusque-là ses activités à la Salle du Gesù du Collège Sainte-Marie. En 1997, la compagnie change de dénomination pour devenir le Théâtre Denise-Pelletier, du nom de la comédienne Denise Pelletier décédée depuis peu.
Le fonds d'archives du Théâtre Denise-Pelletier est conservé au centre d'archives de Montréal de Bibliothèque et Archives nationales du Québec.

## Mission
Le TDP est membre des Théâtres Associés (T.A.I.) inc. qui regroupe huit compagnies institutionnelles du milieu théâtral québécois. Le TDP est aussi membre de l’Association des diffuseurs spécialisés en théâtre qui regroupe des programmateurs consacrés au théâtre de création, à l’avancement de la pratique théâtrale, à l’amélioration des conditions de diffusion et au développement des publics.

### Directions artistiques
- 1964 à 1968 : Georges Groulx
- 1968 à 1982 : Gilles Pelletier
- 1982 à 1989 : Jean-Luc Bastien
- 1989 à 1991 : Guy Nadon
- 1991 à 1995 : Brigitte Haentjens
- 1995 à 2014: Pierre Rousseau
- 2014 à aujourd’hui: Claude Poissant

## Les collaborateurs
Le Théâtre Denise-Pelletier entretient une collaboration régulière avec des metteurs en scène, des comédiens et des concepteurs de différents horizons. Des travailleurs expérimentés ainsi que des représentants de la relève se côtoient au sein de cette institution. 
On compte parmi les collaborateurs réguliers, les metteurs en scène :  Jean-Guy Legault, Hugo Bélanger, Daniel Paquette, Jacques Rossi, Frédéric Dubois, Claude Poissant, Serge Denoncourt, et Martin Faucher.
Pour leurs campagnes et communications visuelles, le théâtre collabore avec plusieurs années avec le studio de design graphique Demande Spéciale.

## Travaux
Une première transformation, d'importance, a lieu au moment de la conversion du cinéma en salle de spectacles lors de son acquisition, en 1976, par la Nouvelle Compagnie théâtrale. Sous la conduite de l'architecte Jean-Guy Brodeur et du scénographe Claude Fortin, le plateau est agrandi et devient l'un des plus grands parmi les scènes montréalaises. Le balcon est supprimé, la pente du théâtre est refaite et la jauge de la salle est ramenée à 850 places. Le Théâtre Denise-Pelletier est inauguré le 14 octobre 1977. Une petite salle d'essai transformable de 130 places, qui porte le nom du comédien Fred Barry et qui est attenante à la grande salle, est inaugurée en janvier 1978.  Quatre décennies plus tard, d'importants travaux de rénovation, au coût  de onze millions de dollars sont effectués entre l'automne 2008 et l'automne 2010 sous la direction de la firme d’architectes Saia Barbarese Topouzanov. La scène de la salle principale est à nouveau agrandie, la pente de la salle est refaite, ainsi que les passerelles et le système électrique; le fonctionnement des cintres s'effectue dorénavant grâce au système de contre-poids d'antan. Le foyer d'origine du hall d'entrée connaît une restauration d'importance de même que la façade où une nouvelle marquise est installée. Pour sa part, la Salle Fred-Barry a droit à un système de climatisation et une œuvre d'art est installée à son entrée.